# Códice Cozcatzin
El Códice Cozcatzin fue elaborado en la región de México-Tlatelolco en 1572, como consecuencia de un litigio de tierras. Su contenido histórico, económico y genealógico es de gran importancia, pues proporciona una visión de la vida en el Centro de México durante el primer siglo colonial. La manufactura de este códice se desarrolló con elementos autóctonos, los pictográficos, y europeos, la escritura propiamente dicha, por lo que se le considera como un códice eminentemente mexicano.

## Descripción
En el México precolombino había una figura equivalente a los cronistas de hoy: era la del tlacuilo, sabio y bien preparado personaje que asistía al Calmecac para obtener una refinada educación y estar así preparado para pintar códices, murales, esculturas, mapas y demás documentos de tipo legal o político. Los españoles del siglo XVI preservaron a los tlacuilos y la gente de la élite indígena usó sus servicios para hacer documentos como el Códice Cozcatzin, con elementos de las dos culturas, por lo que los especialistas hablan de que son el origen de la estética colonial.
Así, el Códice Cozcatzin tiene pictografías autóctonas y glosas escritas en caligrafía latina, de las cuales parte se escribieron en náhuatl y parte en español. Está hecho en papel europeo encuadernado en forma de libro. Sus hojas son de 22 cm de ancho por 29 cm de altura Originalmente tenía 19, pero se conservan sólo 18. Están en buen estado, aunque acusan el paso del tiempo. 
Como describe Ana Rita Valero de García Lascuráin, la especialista que dio a conocer el documento en México en 1994: “Está escrito y dibujado con tintas autóctonas, lo que le dio gran riqueza cromática. Se usó una amplia gama de colores en diferentes tonalidades: rojos, producidos con cochinilla; azules y verdes, fabricados con nacazcólotl; y blanco sacado de la tiza tetízatl. Por otra parte, las pictografías fueron enmarcadas con una línea negra típicamente indígena, obtenida con el hollín del pino u ocote al que llamaban tlilli.”
El Códice Cozcatzin perteneció a los papeles de la casa real de Tlatelolco y actualmente se encuentra en la Biblioteca Nacional de Francia (BNF). En el Archivo General de la Nación (AGN) existe una copia facsimilar.

## Nombre y litigio
El nombre del Códice proviene del de don Juan Luis Cozcatzin, alcalde del barrio de Coyutlan, en la parcialidad de San Sebastián, en el noreste de Ciudad de México. Es muy posible que el señor Cozcatzin haya redactado y presentado ante el virrey de la Nueva España, don Martín Enríquez de Almansa, la demanda en la que se acusaba a don Diego de Mendoza Austria Moctezuma Hutznahuatlailotalc Imayauhtzin, el gobernador de Tlatelolco, por despojarlos de sus tierras y haberlos agredido física y moralmente.
El códice muestra en sus primeras 15 páginas las 55 parcelas de tierra que el emperador mexica Izcóatl donó a varias familias tenochcas en 1439. Se trata de propiedades de la región de San Juan Ixhuatepec que, al decir del Código, don Diego expropió injustamente. Los afectados promovieron un litigio para revertir la expropiación.
Las tierras en disputa se encuentran en el pueblo de San Juan Ixhuatepec, hoy municipio de Tlalnepantla de Baz, Estado de México. Hasta el siglo XV, el pueblo estuvo ligado al señorío de Azcapotzalco. Cuando la Triple Alianza derrotó a los tepanecas, las tierras quedaron bajo la jurisdicción fiscal y política de Tenochtitlán y se repartieron como botín de guerra a los principales tenochcas, cuyos descendientes lograron conservarlas hasta bien pasada la conquista de México.

## Contenido
Además del litigio de tierras, el Códice Cozcatzin abarca diversos temas de tipo jurídico y fiscal y según Rita Valero fue hecho “para darle cauce a tres negocios importantes que se originaron en la Cuenca de México a partir de la segunda mitad del siglo XVI; los dos principales negocios tratan asuntos de propiedad de la tierra y el tercero es un legajo administrativo que detalla las obligaciones fiscales de algunos pueblos del sur de la cuenca”, es decir, los tributos. 
En las páginas 16 y 17 el Cozcatzin tiene cuatro glifos que representan a cuatro pueblos del sur de la cuenca, además de Tenochtitlán: Mexicaltzinco, Iztacalco, Itztapalapa y Culhuacán con una serie de numerales y descripción pictográfica de las zonas: vegetación, especialmente magueyes, fauna, ríos, montañas, volcanes y canteras. Ana Rita Valero tiene la hipótesis de que se trata de un registro de tributos. María Castañeda de la Paz sostiene que se trata del registro de un reparto de tierras y Ethelia Ruiz Medrano subraya que revela la gran importancia del agua para las culturas prehispánicas y su continuidad en la Colonia. 
Asimismo, el Códice muestra la genealogía de los gobernantes de Tenochtitlán, Tlatelolco y Xochimilco, del que también hay un mapa. Además, presenta una sección de tributos y una de astronomía.
Respecto a los personajes, Castañeda de la Paz consignó: “De los personajes representados en las láminas del códice, Valero sólo pudo identificar a Alonso de Axayacatl como uno de los sobrinos de Moctezuma II. Efectivamente, varias fuentes nos dicen que el hermano de Moctezuma II –de nombre Cuitlahuac–, se casó con una mujer de Texcoco, nieta de Nezahualcóyotl. Fruto de ese matrimonio fue Don Alonso Axayacatl Ixhuetzcatocatzin, quien a su vez se casó con otra mujer texcocana, doña Juana (nieta de Nezahualpilli, el hijo de Nezahualcóyotl). De esta unión nacieron doña Magdalena, Bárbara, Petronila y don Alonso Axayacatl el Joven… en ambas imágenes se remarcó que eran tlatloque por estar sedentes en su asiento y llevar la xiuhtzolli o diadema real.
“…Los otros dos señores representados en el fol. 17v de Códice Cozcatzin (figura 3) son de Culhuacan: Diego Cuatlecohuatl huehue y Acolnahuac huehue como indican las respectivas glosas. No he encontrado noticias históricas acerca de ellos, pero por el nombre de uno –don Diego–, se sabe que ya era el señor colonial.
Efectivamente se sabe poco de Don Diego de Mendoza Austria Moctezuma Hutznahuatlailotalc Imayauhtzin salvo que era de la élite indígena. Descendía en línea directa de Moctezuma Xocoyotzin, Huey Tlatoani de México-Tenochtitlan de 1502 a 1520, a quien le tocó la llegada de Hernán Cortés.